# Gongyō
Gongyō è la pronuncia giapponese dei caratteri cinesi 勤行 (qínxíng in cinese) e rende in quella lingua alcuni termini buddisti sanscriti, come prayoga, indicando le "attività religiose" o "devozionali".
Nella scuola buddista giapponese Nichiren Gongyō corrisponde ad una liturgia consistente nella recitazione, di fronte ad un gohonzon, di alcuni brani del secondo e sedicesimo capitolo del Sutra del Loto (rispettivamente denominati hōben-hon (方便品?) e juryō-hon (壽量品?)), unitamente alla recitazione del daimoku.

## La pratica delgongyōnella Nichiren Shōshū
Nella Nichiren Shōshū, la recitazione del gongyō si compone di una vera e propria liturgia, svolta in audizione privata con il Buddha originale  (本佛hon butsu?), che questa scuola indica nella figura di Nichiren, rappresentato all'interno del gohonzon.
Il gohonzon è un maṇḍala dipinto direttamente dal fondatore Nichiren e il gohonzon della pratica del gongyō è considerato una copia autenticata (in un angolo del gohonzon è apposta l'indicazione in lingua giapponese: "copiato da quello") del Dai-gohonzon dell'"Alto santuario degli insegnamenti essenziali", custodito nel tempio principale di questa scuola, il Taiseki-ji (大石寺), dove riceve, prima di essere affidato ad un fedele, la sua consacrazione attraverso la cosiddetta "Cerimonia dell'apertura degli occhi".
In questa scuola, il Gongyō si compone di una pratica fondamentale (giapponese: Shōdai), che corrisponde alla recitazione della invocazione Nam Myōhō Renge Kyō, fino a fondere il soggetto con l'oggetto (giapponese: 境智冥合 Kyō-chi-Myō-go), cioè facendo raggiungere immediatamente alla persona che pratica, nella sua forma attuale, lo stato di illuminazione.
Inoltre, come pratica secondaria o di sostegno, si esegue una cerimonia di ringraziamento, preghiera e invocazione, leggendo due brani più ampi degli stessi capitoli Hōben e Juryō del Sutra del Loto, all'interno dei quali sono contenuti gli insegnamenti espedienti ed essenziali del Vero Buddha.
Al mattino questi brani sono letti cinque volte (la prima, rivolta simbolicamente verso il sorgere del sole, in riverenza a tutte le divinità protettive e alle funzioni dell'Universo; la seconda, in riverenza al Dai-Gohonzon degli Insegnamenti Essenziali; la terza, in riverenza dei Tre Tesori del Buddismo, Buddha, Dharma e Sangha; la quarta, in riverenza dei desideri di diffusione del Vero Buddismo e di soddisfazione delle proprie esigenze personali; la quinta, in riverenza di tutti i defunti, e per la diffusione nei tre periodi di passato, presente e futuro del corretto insegnamento) e la sera tre volte (effettuando la seconda, terza e quinta preghiera silenziosa al termine della recitazione del Sutra del Loto).
La fede di ciascun praticante e la sua pratica sono due dei quattro poteri della Legge Mistica; il Gohonzon, contenendo la Legge e il Buddha (giapponese: Nin-Po-Ikka), ne manifesta gli altri due.
Dalla fusione di questi quattro poteri, e solo da questa, si raggiunge l'illuminazione.

## La pratica di Gongyo nella Soka Gakkai International
Questa lettura di due capitoli del Sutra del Loto, detta comunemente Gongyo, viene fatta dai seguaci della Soka Gakkai una volta al mattino ed una alla sera davanti al Gohonzon che è custodito nella propria abitazione, all'interno di un mobile, fatto a gusto del fedele, detto butsudan (giapponese: casa del Buddha).
Recitare tre Daimoku (Nam-Myōho-Renge-Kyō);

Ad esse si affianca la formulazione di tre preghiere silenziose, sia al mattino che alla sera al termine della lettura del testo.
La prima preghiera è dedicata:
- a Gohonzon;
- a Nichiren;
- a Nikko.

La seconda preghiera è dedicata al ringraziamento dei primi tre presidenti della Soka Gakkai: Tsunesaburō Makiguchi, Josei Toda e Daisaku Ikeda.
La terza preghiera è dedicata:
- alla realizzazione del grande desiderio di Kosen rufu mondiale ed all'eterna propagazione della Soka Gakkai International (SGI);
- alla realizzazione degli obiettivi personali del fedele (visti dalla Soka Gakkai come strumenti per far emergere la natura di Buddha dalle persone);
- al ricordo dei propri defunti (buddisti o meno);

Finale
- alla pace nel mondo ed alla felicità di tutti gli esseri viventi.

Recitare tre Daimoku.

## La pratica di Gongyo nella Nichiren-shu
A differenza della Nichiren-shoshu e della Soka Gakkai, la Nichiren-shū indica in Sakyamuni la figura del buddha; Nichiren è invece la reincarnazione di Jōgyō, uno dei quattro bodhisattva della terra. Il Gongyo, che questa scuola chiama anche col nome di Otsutome, viene fatto al mattino e alla sera davanti al Gohonzon, alla statua del Buddha e alle statue dei quattro bodhisattva della terra e consiste in:
- lettura del Dojo-kan, la percezione del dojo.
- lettura della preghiera "Presa di rifugio nei tre tesori" (Buddha, Dharma e Sangha, rispettivamente Buddha Sakyamuni, Il Sutra del Loto e Nichiren).
- lettura dell'Invocazione (Invito ai Tre Tesori del Buddha, Dharma e Sangha di essere presenti all'offerta di Otsutome).
- recitazione del Kaikyo-ge, ovvero i versi per l'apertura del sutra.
- recitazione di alcuni capitoli del Sutra del Loto: di solito vengono recitati l'Hoben-pon e il Jiga-ge, ma è possibile recitare anche i capitoli Daibadatta-hon (capitolo XII), l'intero Juryo-hon, il Jinriki-hon (capitolo XXI, di questo capitolo si può scegliere se recitare solo la sezione Gatha dalla frase "Sho bukku sesha" oppure recitarlo per intero) e il Kannon-gyo (capitolo XXV).
- lettura di un brano dagli scritti di Nichiren.
- recitazione del daimoku, cioè ripetizione del mantra "namu myoho renge kyo".
- recitazione dell'Hoto-ge (cioè l'ultima parte dell'XI capitolo che descrive la difficoltà di custodire il Sutra del Loto).
- lettura della "Dedica per la diffusione dei meriti".
- lettura dei "Quattro Grandi Voti del Bodhisattva".

La lettura dei capitoli del Sutra del Loto può essere fatta sia in giapponese (caratteri kanji della versione di traduttore Kumārajīva), anche in nella propria lingua.